# جون إي. فروند
جون إي. فروند (بالإنجليزية: John E. Freund)‏ هو إحصائي أمريكي، ولد في 6 أغسطس 1921، وتوفي في 2004.